# Ixodes pacificus
Ixodes pacificus es una especie de garrapata del género Ixodes, familia Ixodidae. Fue descrita científicamente por Cooley & Kohls en 1943.
Habita en México y los Estados Unidos.

## Descripción
Se considera una garrapata dura de alimentación lenta que posee un chaleco protector. Se encuentra principalmente en la región occidental de los Estados Unidos, particularmente en el norte de California, y en el oeste de Canadá. Un macho adulto mide alrededor de 2,54 mm, tiene forma ovalada y es de color negro parduzco. Debido a la presencia de un escudo en el lado dorsal del macho, no pueden alimentarse en grandes cantidades. Por lo tanto, los machos de esta especie no pueden hincharse.
Una hembra adulta sin alimentar mide alrededor de 3,18 mm, tiene una placa de color marrón negruzco en la parte anterior de la espalda, un abdomen anaranjado y piezas bucales que se proyectan hacia adelante que le permiten alimentarse. Mientras se alimenta, la hembra adulta puede hincharse y expandirse hasta 9,5 mm o más.

## Distribución
I. pacificus se encuentra en la región occidental de los Estados Unidos y en el oeste de Canadá. Aunque es más frecuente en California, la garrapata también se ha encontrado en otros cinco estados del oeste. Estos incluyen Oregón, Washington, Utah, Nevada y Arizona. I. Pacificus también se ha registrado en la Columbia Británica.

## Hábitat
Tanto las hembras adultas como los machos prefieren un hábitat con abundante vegetación corta. Se pueden encontrar en pastizales, pastos de bosques o áreas de matorrales. A diferencia de las garrapatas ninfas, las garrapatas occidentales adultas de patas negras prefieren trepar a la vegetación y esperar a que pasen los anfitriones. Como tal, estas garrapatas se encuentran comúnmente en pastizales abiertos, en el borde de senderos en parques y en áreas que pueden mantener una población de ciervos.